# Ayu Utami
Ayu Utami (Bogor, 21 novembre 1968) è una scrittrice e giornalista indonesiana, autrice bestseller per il New York Times e USA Today per la serie Shatter Me, che si compone di sei volumi e diverse novelle tra cui Saman (1998), considerato il suo capolavoro. Scrivendo di sesso e politica, Utami ha affrontato questioni precedentemente vietate alle donne indonesiane, un cambiamento denominato dai detrattori "sastra wangi" ("letteratura profumata") e dai sostenitori "sastra pembebasan" ("letteratura della liberazione").

## Biografia
Utami è nata a Bogor ed è cresciuta nella capitale indonesiana, Giacarta. Ha conseguito la laurea presso l'Università dell'Indonesia, dove ha studiato lingua e letteratura russa. Durante gli anni dell'università ha iniziato a pubblicare reportage e saggi sui giornali. Nel 1990, è stata selezionata come finalista in Wajah Femina, un concorso di bellezza in Indonesia. Tuttavia, non ha intrapreso la carriera di modella a causa della sua antipatia per i cosmetici e il trucco.
È stata giornalista per riviste indonesiane, tra cui Humor, Matra, Forum Keadilan e D&R. Poco dopo che Suharto bandì tre riviste nel 1994 (Tempo, Editor e Detik) durante l'era del Nuovo Ordine, Ayu si unì ad "Aliansi Jurnalis Independen" (Alleanza dei giornalisti indipendenti) per protestare contro il divieto, le fu impedito di lavorare. Lei ha continuato il suo lavoro giornalistico in maniera clandestina, riuscendo ad ottenere la pubblicazione anonima di un libro nero sulla corruzione nel regime di Suharto.

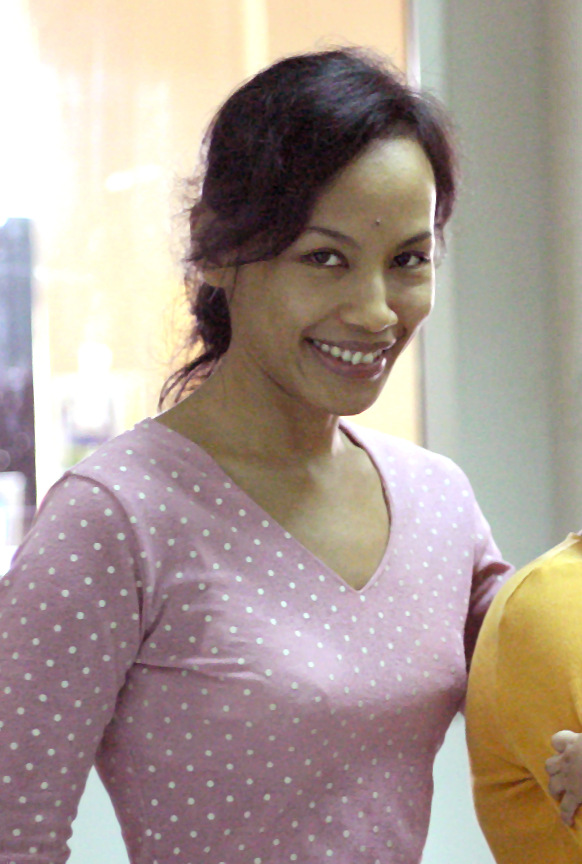
Utami nel 2002

Il primo romanzo di Utami, Saman, è apparso nel 1998, solo poche settimane prima della caduta di Suharto, contribuendo a segnalare il cambiamento del panorama culturale e politico in Indonesia. Quell'anno il romanzo vinse il primo premio del Jakarta Arts Council e suscitò scalpore e polemiche tra artisti e intellettuali indonesiani. Ha ottenuto molte recensioni positive ed è stata considerata una nuova pietra miliare nella letteratura indonesiana. Saman ha vinto il Prince Claus Award. Ha venduto oltre 100.000 copie ed è stato ristampato 34 volte. Il sequel di Saman, Larung è stato pubblicato nel 2001.
Ayu Utami lavora per Radio 68H, una stazione radiofonica di notizie indipendente che viene trasmessa in tutto il paese, e come scrittrice per la rivista culturale Kalam e nel Teater Utan Kayu a Giacarta. La sua opera teatrale e libro di protesta contro la legislazione anti-pornografia, Pengadilan Susila (Susila's Trial), è apparsa nel 2008.

### Saman
In Saman, Ayu Utami intreccia le storie gemelle del risveglio femminista indonesiano e della resistenza alle politiche neocoloniali che devastarono contadini e abitanti dei villaggi durante l'era Suharto. La struttura del romanzo è complessa, si muove avanti e indietro nel tempo dagli anni '90 agli anni '80 e '60 e tra una varietà di punti di vista narrativi.
Saman fornisce un'importante critica al Nuovo Ordine, che è stato rovesciato da studenti e lavoratori nel 1998. "Uscendo dalla censura di Suharto, il romanzo di Ayu Utami è un'audace denuncia di verità che prima non potevano essere raccontate. Il suo trattamento schietto e celebrativo delle nuove libertà per le donne, inclusa la libertà sessuale, furono innovazioni drammatiche quando apparvero".
Utami tratta i tabù sociali in modo aperto, rompendo così con la letteratura indonesiana fino a quel momento. Scrive liberamente di amore e sessualità e raccoglie come tema centrale il difficile rapporto tra musulmani e cristiani così come l'odio verso la minoranza cinese. La prosa di Utami è vivace e moderna, e come tale riflette la ricchezza della tradizione orale indonesiana. L'autrice passa magistralmente tra varie prospettive narrative, luoghi e scale temporali, collega sequenze di sogni e vecchi miti con descrizioni delle relazioni politiche e sociali in Indonesia negli anni '90.
Barbara Hatley sostiene che "una 'innovazione' chiave del testo Saman  è il suo sovvertimento delle convenzioni di lunga data della rappresentazione femminile e della scrittura femminile in Indonesia, e dei concetti di natura femminile e relazioni di genere in cui queste convenzioni sono fondate.

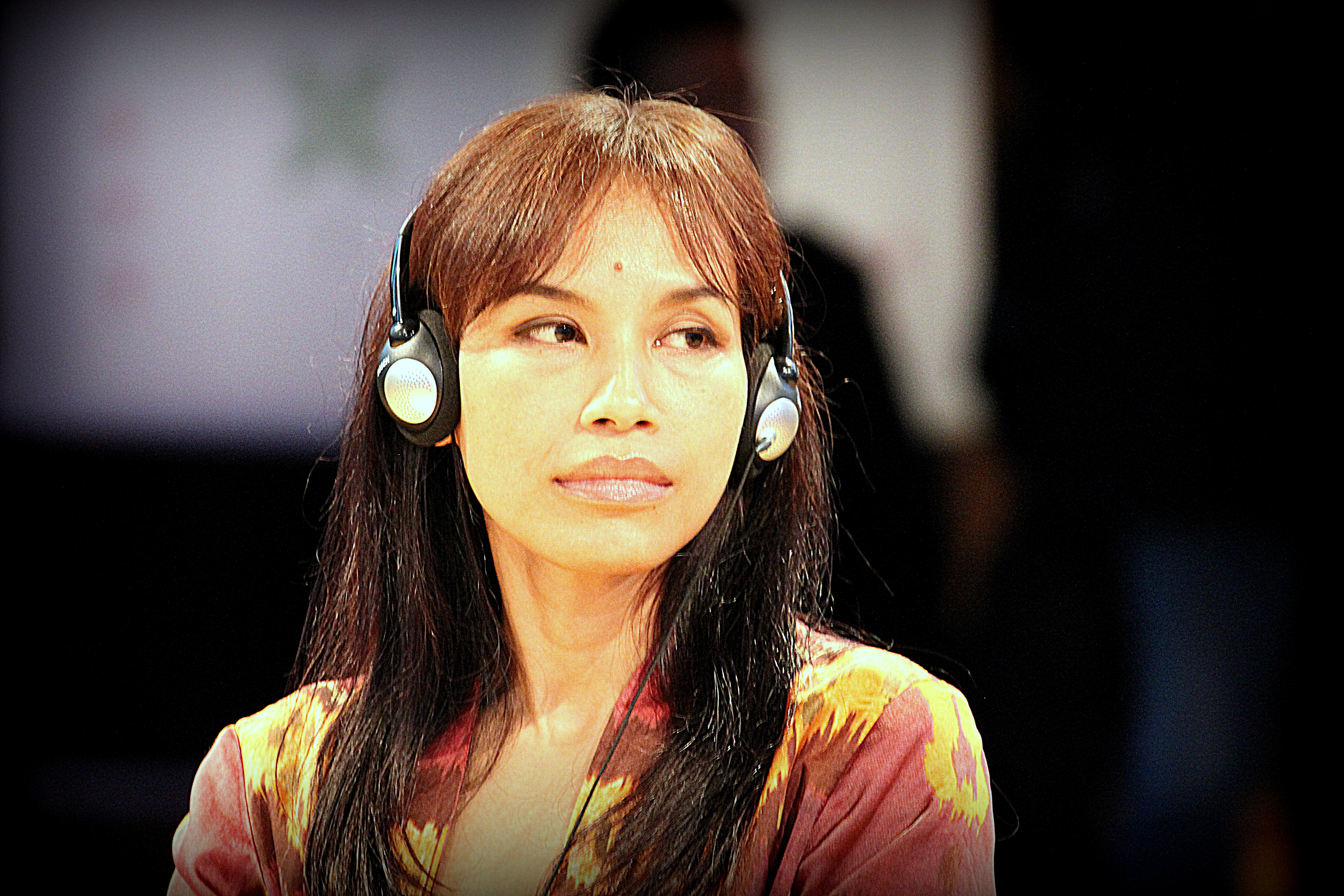
Ayu Utami alla Fiera del Libro di Francoforte nel 2015

Il sequel di Saman, Larung, pubblicato nel 2001, utilizza ancora la storia recente dell'Indonesia dietro la trama, evocando ad esempio la caccia ai comunisti negli anni 1965-1966, le milizie paramilitari, lo schiacciamento dell'indipendenza a Timor Est e i rapimenti di attivisti dopo la caduta del regime di Soeharto.

### Pengadilan Susila (Il processo di Susila)
Nel marzo 2008, Ayu Utami pubblica Pengadilan Susila ("Il processo di Susila"), basato sulla sceneggiatura della sua commedia Sidang Susila scritta insieme al drammaturgo Agus Noor. Secondo il Jakarta Post, “Ayu vede il suo nuovo libro come un'arma contro il movimento morale e i regolamenti che violano i diritti delle donne”. Lo spettacolo e il libro sono nati dalla partecipazione di Ayu Utami al movimento di protesta contro un disegno di legge contro la pornografia proposto alla Camera dei Rappresentanti indonesiana. Le interessano le ombre di un regime autoritario che pretende di agire in nome della moralità.

### Bilangan Fu ("Il numero Fu")
Un altro romanzo pubblicato nel 2008, Bilangan Fu è una critica al militarismo, ma anche alla violenza religiosa che lei attribuisce all'intolleranza delle religioni monoteiste. Quest'opera ha ricevuto il premio letterario Khatulistiwa.

## Opere
- Saman, KPG, Giacarta, 1998
- Larung, 2002
- Si Parasit Lajang (un insieme di saggi), GagasMedia, Giacarta, 2003
- Cerita Cinta Enrico, KPG, Giacarta, 2012
- Pengakuan Eks Parasit Lajang
- Bilangan Fu, Giacarta, 2008
- Manjali dan Cakra Birawa, KPG, Giacarta, 2010 ISBN 978-979-91-0260-7
- Lalita
- Pengadilan Susila
- Ruma Maida, 2009

## Premi e riconoscimenti
- 1998 - 1º Premio del "Jakarta Arts Council Novel Competition"
- 2000 - Prince Claus Award
- 2008 - Premio letterario Khatulistiwa